# タナパグ港
タナパグ港は、サイパン島の西側にあるタナパグに位置する（北緯15度13分36秒 東経145度44分12秒 / 北緯15.22667度 東経145.73667度座標: 北緯15度13分36秒 東経145度44分12秒 / 北緯15.22667度 東経145.73667度）湾。

## 概要
サイパン島の主要港のひとつであり、沖合約3km（2マイル）にあるサンゴ礁によってフィリピン海から隔てられている。
このサンゴ礁はサイパンラグーンを形成している。
第二次世界大戦中、この港は日本および米国に占領され使用された。戦後、港湾施設はアメリカ海軍を支援するために大幅に拡張された。
この港はプエルトン・タナパグ、またはインナーハーバーとも呼ばれる。